# Maryus Vaysberg
Maryus Erikovich Vaysberg (russe : Марюс Эрикович Вайсберг, né le 1er avril 1971), aussi connu sous le nom de Marius Balčiūnas-Weisberg,, est un réalisateur, producteur, scénariste russe.

## Carrière
Le père de Maryus Vaysberg, Erik Vaysberg, a fait carrière dans l'industrie cinématographique à l'époque soviétique en tant que producteur exécutif, notamment pour le film Le Miroir d'Andreï Tarkovski, pour Sibériade d'Andrei Konchalovsky ou encore pour L'Assassin du tsar de Karen Shakhnazarov.
Vaysberg sort diplômé de l'Institut national de la cinématographie (VGIK) au milieu des années 90 et commence à réaliser des films. Son premier film, No Vacancy avec Christina Ricci, sort en 1999.
Globalement, les films de Vaysberg ne sont pas bien reçus par la critique en Russie. Cependant, ils rencontrent de vrais succès au box-office russe comme avec Une grand-mère de petite vertu (ru), L'Amour dans les mégalopoles, Les Huit premiers rendez-vous ou encore (Не)идеальный мужчина (ru).

## Filmographie
| Année | Film                                      | Directeur | Scénariste | Producteur | imDb |
| ----- | ----------------------------------------- | --------- | ---------- | ---------- | ---- |
| 1999  | No Vacancy                                | Oui       | Oui        |            | 4.9  |
| 2002  | May                                       |           |            | Oui        | 6.6  |
| 2006  | The Elder Son                             | Oui       | Oui        |            | 5.7  |
| 2008  | Hitler est kaput !                        | Oui       | Oui        |            | 3    |
| 2009  | L'Amour dans les mégalopoles              | Oui       | Oui        |            | 5.8  |
| 2010  | L'Amour dans les mégalopoles 2            | Oui       | Oui        | Oui        | 5.6  |
| 2012  | Les Huit premiers rendez-vous             |           |            | Oui        | 6.2  |
| 2012  | Rjevski contre Napoléon                   | Oui       |            |            | 2.7  |
| 2014  | L'Amour dans les mégalopoles 3            | Oui       | Oui        |            | 5.1  |
| 2015  | Huit nouveaux rendez-vous                 | Oui       |            | Oui        | 5.5  |
| 2016  | Huit meilleurs rendez-vous                | Oui       |            |            | 3.9  |
| 2017  | Une grand-mère de petite vertu (ru),      | Oui       | Oui        | Oui        | 6.6  |
| 2018  | Night Shift                               | Oui       | Oui        | Oui        | 5.7  |
| 2019  | Une grand-mère aux mœurs légères 2        | Oui       | Oui        | Oui        | 3.1  |
| 2020  | (Не)идеальный мужчина (ru)                | Oui       |            | Oui        | 3.6  |
| 2021  | Прабабушка лёгкого поведения. Начало (ru) | Oui       | Oui        | Oui        | 6.4  |
| 2022  | About Fate                                | Oui       |            |            | 5.9  |